# El Romeral, Irapuato
El Romeral är en ort i Mexiko.   Den ligger i kommunen Irapuato och delstaten Guanajuato, i den centrala delen av landet, 270 km nordväst om huvudstaden Mexico City. El Romeral ligger 1 707 meter över havet och antalet invånare är 721.
Terrängen runt El Romeral är en högslätt. Runt El Romeral är det tätbefolkat, med 369 invånare per kvadratkilometer. Närmaste större samhälle är Irapuato, 15,1 km nordost om El Romeral. Trakten runt El Romeral består till största delen av jordbruksmark.